# 公孙常
公孙常（?—?），河东（今山西永济）人，唐太宗贞观年间的术士。自称能养生，会炼丹术，受到诸多公卿大臣的礼遇。卫州人刘道安预谋在贞观二十年（646年）二月造反，他参预其事。十九年（645年）正月，公孙常因为其他事情被捕，以为谋反之事暴露，在狱中自缢而死。其弟公孙节因此告发了刘道安谋反之事，道安等十馀人皆伏诛。
当时正值唐太宗征辽东高句丽，太常卿韦挺在幽州因疏忽职守被免职，以白衣身份随军征辽。韦挺是与公孙常交通的公卿之一，公孙常死后，在其随身衣囊中搜的韦挺的书信，信中有厌战且不平于失职的文字，太宗认为韦挺怨望朝廷，将他贬为象州（广西象州县）刺史。